# Peter Nix
Peter Nix (* 12. Juni 1967 in Köln) ist ein deutscher Kameramann.

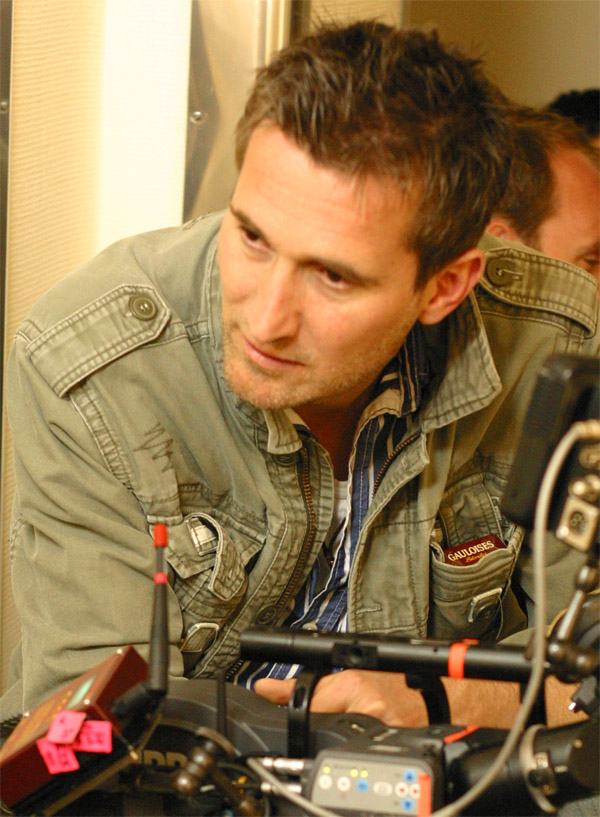
Peter Nix bei Dreharbeiten in Wien 2009

## Leben
Peter Nix arbeitete nach dem Abitur 1986 als Studio-Kameramann beim Westdeutschen Rundfunk Köln – Sprungbrett Theater.
Von Oktober 1990 bis Mai 1996 besuchte er als einer der ersten Studenten aus den alten Bundesländern den Studiengang Kamera (Nebenfach Dramaturgie) an der Hochschule für Film und Fernsehen „Konrad Wolf“  Potsdam-Babelsberg.
2002 gewann Peter Nix den Deutschen Kamerapreis in der Sektion Spielfilm/A1 für Wie Feuer und Flamme in Köln. Die Laudatorin war die Regisseurin Connie Walther. Die Begründung der Jury:
In „Wie Feuer und Flamme“ ist es Peter Nix gelungen, treffende Stimmungen für die gegensätzliche Welt von Ost und West zu finden, und er komponiert seine Bilder frisch und spielerisch. Hinzu kommt die Qualität seiner digitalen Nachbearbeitung, die eine überzeugende Farbgestaltung der historischen Zeit erreichte.
Peter Nix ist Mitglied im Berufsverband Kinematografie (BVK) und in der Deutschen Filmakademie. Er lebt seit 1990 in Berlin.

## Filmografie (Auswahl)
- 1993: Heutemorgen – Regie/Kamera: Peter Nix
- 1994: Maquillage – Regie: B. Fichtner-Neumann
- 1995: Das erste Mal – Regie: Connie Walther
- 1995: Das Süße der Fremden – Regie: Michael Kobs
- 1998: Tic Tac Toe und raus bist du! (Dokumentarfilm) – Regie: Connie Walther
- 2000: Der König vom Block – Regie: Carolin Thummes
- 2000: Wie Feuer und Flamme – Regie: Connie Walther
- 2001: Hans Christian Andersen: My Life as a Fairy Tale – Regie: Philip Saville
- 2002: Das Duo – Im falschen Leben (Fernsehreihe) – Regie: Connie Walther
- 2002: In der Höhle der Löwin – Regie: Helmut Metzger
- 2002: Suche Mann für meine Frau – Regie: Stefan Lukschy
- 2003: Beach Boys – Rette sich wer kann – Regie: Arne Feldhusen
- 2003: Schön sein wie zuvor – Leben mit der Krankheit (Dokumentarfilm) – Regie: Carolin Thummes
- 2003: Zwei Wochen für uns – Regie: René Heisig
- 2004: Open – Regie: Charlotte Siebenrock
- 2004: Vater werden ist nicht schwer … – Regie: René Heisig
- 2005: Wo ist Fred? – Regie: Anno Saul
- 2005: Tatort: Freischwimmer (Fernsehreihe) – Regie: Helmut Metzger
- 2006: Alma Mitterteich – Regie: René Heisig
- 2006: Doppelter Einsatz – Rumpelstilzchen (Fernsehreihe) – Regie: Christine Hartmann
- 2006: Luginsland – Die im Herzen barfuß sind – Regie: Connie Walther
- 2006: Tatort: Dornröschens Rache (Fernsehreihe) – Regie: Christine Hartmann
- 2007: 12 heißt: Ich liebe dich – Regie: Connie Walther
- 2007: Evet, ich will! – Regie: Sinan Akkus
- 2007: Marie kann zaubern – Regie: René Heisig
- 2008: Kommissar Stolberg 17 & 18 (Fernsehserie, zwei Folgen) – Regie: Renè Heisig
- 2009: Mama kommt! – Regie: Isabel Kleefeld
- 2009: Frau Böhm sagt Nein – Regie: Connie Walther
- 2009: Tatort: Absturz (Fernsehreihe) – Regie: Torsten C. Fischer
- 2009: Wer hat Angst vorm schwarzen Mann? – Regie: Christine Hartmann
- 2010: 380.000 Volt – Der große Stromausfall (Fernsehfilm) – Regie: Sebastian Vigg
- 2010: Kreutzer kommt … in den Club – Regie: Richard Huber
- 2011: Brot (Kurzfilm) – Regie: Ahmet Taş
- 2011: Flemming (Fernsehserie, Folge 9–13) – Regie: Bernhard Stefan
- 2011: Alles für meine Tochter – Regie: René Heisig
- 2012: Beutolomäus und der falsche Verdacht – Regie: Hannes Spring
- 2012: Polizeiruf 110 – Zwischen den Welten – Regie: René Heisig
- 2013: Blutgeld – Regie: René Heisig
- 2013: Die Goldene Gans – Regie: Carsten Fiebeler
- 2013: Philipp sucht sein O (Teaser für Spielfilm) – Regie: Peter Nix & Benedikt Gollhardt
- 2014: Zu mir oder zu dir? – Regie: Ingo Rasper
- 2014: Leberkäseland – Regie: Nils Wilbrandt
- 2015: Es kommt noch besser – Regie: Florian Froschmayer
- 2015: Pregau – Kein Weg zurück (Vierteiler) –  Regie: Nils Wilbrandt
- 2017: Polizeiruf 110: Dünnes Eis (Fernsehreihe) – Regie: Jochen Alexander Freydank
- 2017: Für dich dreh ich die Zeit zurück – Regie: Nils Willbrandt
- 2018: Tatort: Familien (Fernsehreihe) – Regie: Christine Hartmann
- 2019: Ein ganz normaler Tag – Regie: Ben Verbong
- 2019: Tatort: Kaputt (Fernsehreihe) – Regie: Christine Hartmann
- 2019: Club der einsamen Herzen – Regie: Christine Hartmann
- 2020: Tatort: Niemals ohne mich – Regie: Nina Wolfrum
- 2021: Die unheimliche Leichtigkeit der Revolution – Regie: Andy Fletscher
- 2022: Freunde sind mehr – Zur Feier des Tages (Fernsehreihe) – Regie: Dagmar Seume
- 2022: Freunde sind mehr – Viergefühl (Fernsehreihe) – Regie: Dagmar Seume
- 2022: Tatort: Kehraus – Regie: Christine Hartmann
- 2023: Tatort: Geisterfahrt

## Auszeichnungen
- 2002: Deutscher Kamerapreis in der Kategorie Spielfilm / A1 für Wie Feuer und Flamme[3]